# Štulac (Lebane)
Pour les articles homonymes, voir Štulac.
Štulac (en serbe cyrillique : Штулац) est un village de Serbie situé dans la municipalité de Lebane, district de Jablanica. Au recensement de 2011, il comptait 277 habitants.

## Démographie

### Évolution historique de la population
| 1948 | 1953 | 1961 | 1971 | 1981 | 1991 | 2002 | 2011 |
| ---- | ---- | ---- | ---- | ---- | ---- | ---- | ---- |
| 768  | 782  | 786  | 735  | 626  | 490  | 370  | 277  |

|  |